# 国际色彩联盟
国际色彩联盟（International Color Consortium，简称ICC）是在1993年由八家公司发起成立的，旨在创造通用的色彩管理系统，并使之可以通行于不同操作系统和软件的国际组织。
目前的ICC标准的版本为4.2，它能使色彩在程序和操作系统之间，从创建到最终印刷都保持一致。
ICC的主要任务是制定ICC色彩特性文件的格式，而ICC色彩特性文件是用于表示某一特定设备的色彩描述方式与某一种色彩空间之间的对应关系的文件。虽然ICC精确地制定了文件标准，但并没有详细规定算法和处理细节，这意味着在不同的系统和程序之中，对色彩特性文件的使用可能存在不同。

## 成员
ICC的八个创始者分别是：Adobe、爱克发、蘋果公司、柯达、微软、硅谷图形公司、昇陽、Taligent。
其后包括硅谷图形公司、升阳在内的部分创始成员离开，同时又有一些公司加入了ICC，其中包括佳能、富士通、惠普、利盟、太陽化工和愛色麗。